# Mémorial du massacre de Nankin
Le Mémorial du massacre de Nankin (chinois simplifié : 侵华日军南京大屠杀遇难同胞纪念馆 ; chinois traditionnel : 侵華日軍南京大屠殺遇難同胞紀念館 ; pinyin : Qīnhuà Rìjūn Nánjīng dàtúshā tóngbāo Jìniànguǎn) est un mémorial pour les personnes tuées durant le massacre de Nankin perpétré par les armées japonaises à Nankin et dans ses environs, après la chute de la ville le 13 décembre 1937. Il se trouve au sud-ouest de Nankin, dans le quartier de Jiangdongmen, près d'un site où des milliers de corps ont été enterrés, appelé « fosse aux dix mille corps » (chinois simplifié : 万人坑 ; chinois traditionnel : 萬人坑 ; pinyin : wàn rén kēng).

## Massacre de Nankin
Le 13 décembre 1937, l'armée japonaise occupe Nankin, qui est alors la capitale de la République de Chine. Il est largement admis que durant six à huit semaines l'armée japonaise a commis de nombreuses atrocités, dont des viols, incendies criminels, pillages, exécutions de masse et tortures. Il existe cependant une controverse sur la mesure du massacre, en particulier au Japon où une minorité de négationnistes ultra nationalistes prétend même que le massacre n’a jamais existé.
Le gouvernement chinois affirme qu'environ 300 000 civils et soldats désarmés chinois ont été brutalement exécutés. Cette estimation est reconstituée à partir des actes de sépulture et des témoignages du Tribunal des crimes de guerre de Nankin et incluse dans le jugement de Hisao Tani. Mais, selon des universitaires étrangers, le nombre de victimes serait nettement moins élevé. Ainsi, l'historien américain Jonathan Spence estime ainsi que 42 000 civils et militaires ont été tués et 20 000 femmes violées, dont beaucoup sont mortes par la suite.
Les corps jonchaient les rues et ont été vus flottant dans les rivières durant des semaines, et plusieurs bâtiments ont été incendiés. D'innombrables magasins et résidences ont été pillés et saccagés.
Il a également été rapporté que des soldats japonais ont mené des compétitions d'assassinats et des entraînements à la baïonnette sur des prisonniers chinois vivants. Environ 20 000 cas de viols ont eu lieu dans la ville durant le premier mois de l'occupation, selon le jugement du tribunal militaire international. Même les enfants, les personnes âgées et les nones ont souffert aux mains de l'armée impériale japonaise.

## Le mémorial
Le mémorial de Nankin a été construit en 1985 par le gouvernement municipal de Nankin à la mémoire des victimes qui ont perdu la vie au cours du massacre de Nankin. En 1995, il est agrandi et rénové. Le mémorial expose des témoignages et des objets historiques et utilise l'architecture, des sculptures et des vidéos pour décrire ce qui s'est passé pendant le massacre de Nankin. Il s'étend sur environ 28 000 m2.
Le mémorial est constitué de trois parties principales : les expositions en extérieur, les restes conservés de victimes et un hall d'exposition de documents historiques.
Chaque année, six millions de visiteurs viennent au mémorial.

### Expositions extérieures
L'exposition extérieure inclut des statues, sculptures, bas-reliefs, tablettes et un important mur listant le nom des victimes, mais également une tablette d'expiation et une promenade du souvenir. Cette dernière montre des empreintes de pieds de survivants, dont les plus récentes datent de 2002.

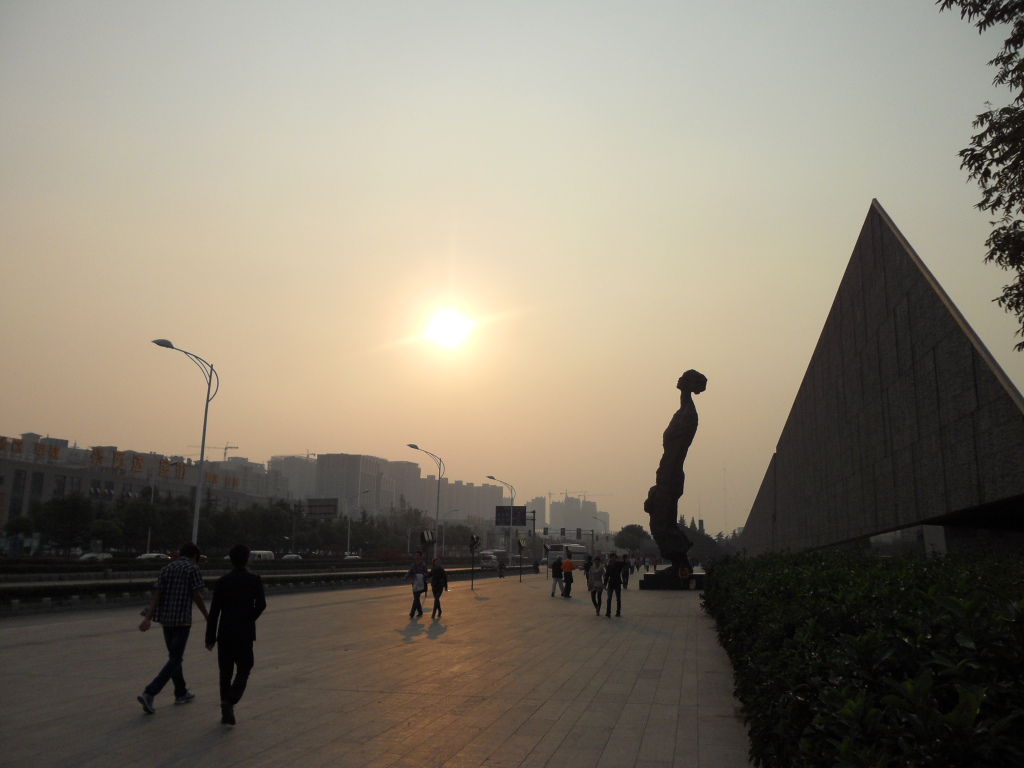
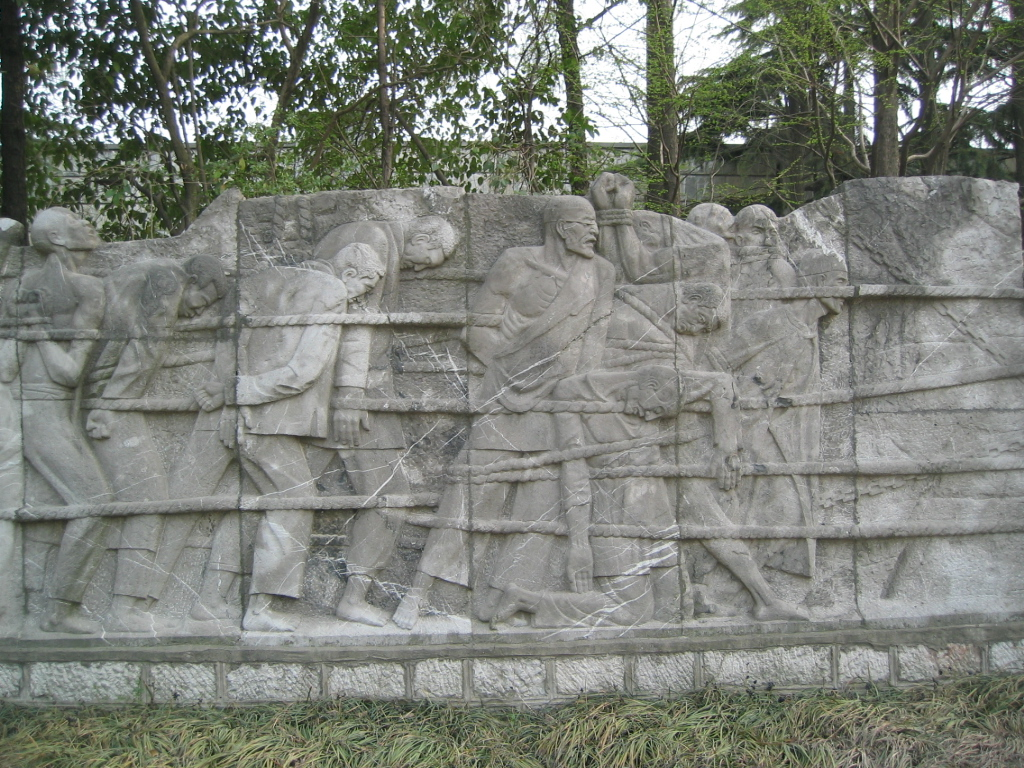
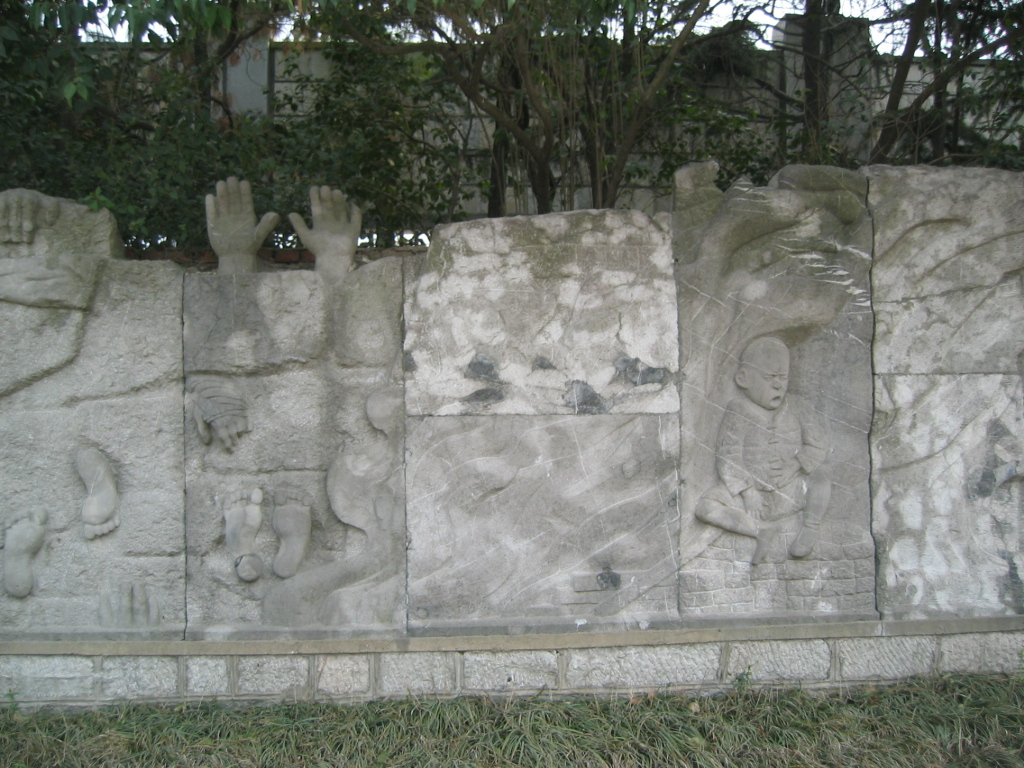
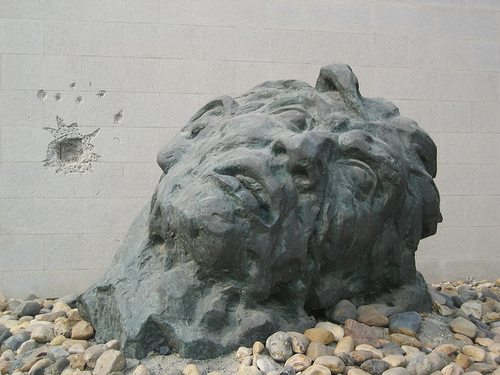
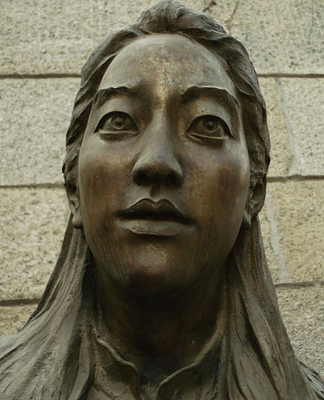
Statue d'Iris Chang
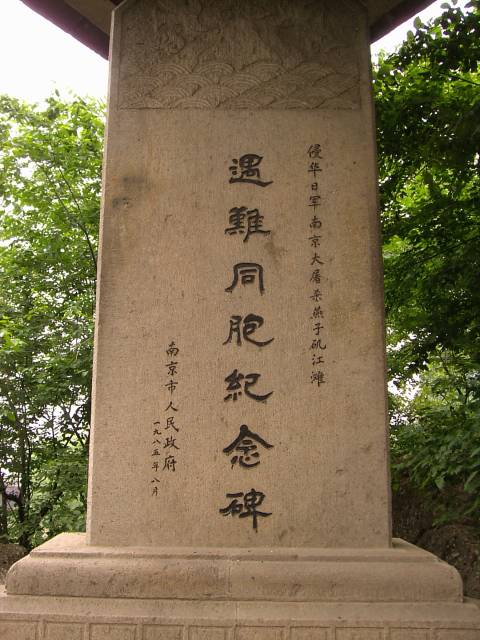
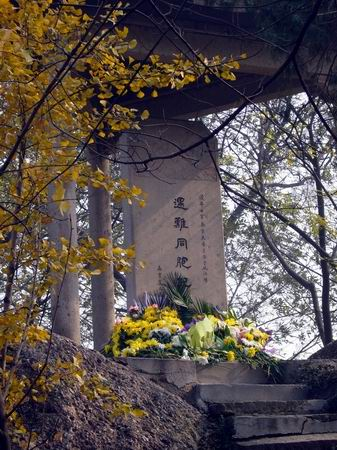

### Restes humains

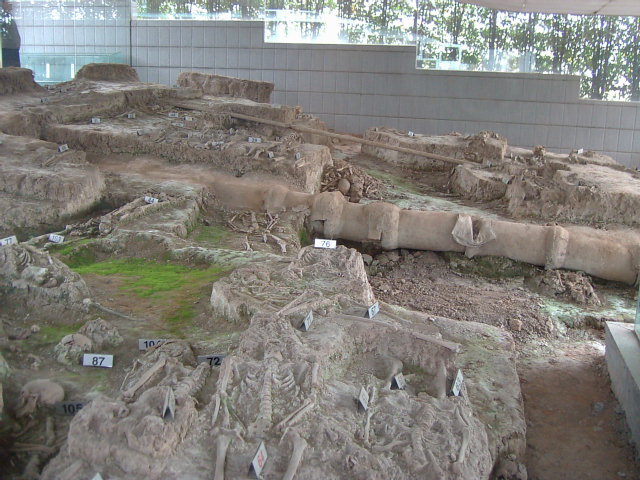
Restes humains

Les restes humains des victimes du massacre, désormais présentés dans un hall d'exposition en forme de cercueil, ont été découverts à Jiangdongmen en 1985. 208 de plus ont été exhumés en 1998.

### Hall d'exposition
Le hall d'exposition en forme de tombe, à moitié enterré, contient plus de 1 000 objets liés au massacre, dont une immense collection d'images, objets, cartes et photographies. Des peintures, sculptures, des vitrines illuminées, des écrans multimédia et des films documentaires servent à montrer aux visiteurs les crimes commis par les militaires japonais.